# Pagoda della Collina della Tigre
La pagoda della Collina della Tigre (in cinese 云岩寺塔 o 虎丘塔S, Yún yán sìtǎ o Hǔ qiū tǎP), è una pagoda di Suzhou, nella provincia cinese del Jiangsu. È situata sulla "collina della Tigre", a nord-ovest della città ed è conosciuta anche come la "Torre pendente della Cina".

## Storia e descrizione
Parte del tempio Yunyan, la sua costruzione venne iniziata nel 907 durante il periodo delle Cinque dinastie e dieci regni, quando Suzhou faceva parte del regno di Wu. L'edificio venne realizzato in mattoni, ispirandosi alle tipiche pagode del tempo, normalmente lignee, e fu completato nel 961.
Presenta una pianta ottagonale a sette pieni dove su ogni faccia si apre una finestra ad arco lobato; e si eleva per un'altezza complessiva di 47,3 metri.
Nel corso di più di mille anni la pagoda è stata gradualmente degradata dalle intemperie. L'intera struttura, del peso di circa 7.000 tonnellate, è supportata da colonne interne in laterizi poggianti su un suolo sottostante per metà costituito da rocce e per metà da terreno friabile. Nel corso del tempo due delle colonne cedettero conferendo alla pagoda la caratteristica pendenza di 3 gradi verso ovest. Nel 1957 vennero intrapresi dei lavori di solidificazione delle fondamenta atti a prevenire eventuali ulteriori cedimenti.